# 松井田城
松井田城（まついだじょう）は、群馬県安中市松井田町高梨子（上野国碓氷郡）にあった戦国時代の日本の城（山城）。諏訪城・小屋城・霞ヶ城・堅田城ともいわれる。「安中郭」が安中市指定史跡に指定されている。

## 歴史・沿革
概要
松井田宿北方の尾根にある山城で、城の北側には碓氷道・東山道が通り、南側には中山道が通る交通の要衝に位置する。また碓氷峠に備える役割も担っていた。
南北1km・東西1.5kmに広がる城で、東西に伸びた比高130mの尾根を城郭化している。また、断崖の南側に対して北側はなだらかな枝尾根が尾根から手指のように伸びており、この枝尾根も城郭化されている。東端に浅間出丸、尾根東半分には安中郭、西半分には大道寺郭があり、「別城一郭」の複合城郭を成している。東の安中郭が安中氏時代のもので、大道寺郭は後北条氏時代に築城されたものである。
安中氏の時代
築城は永禄初年、1560年頃とみられているが、既にこの地には城が存在した。安中忠親の松井田西城と松井田諏訪氏の諏訪城である。長享元年（1487年）に安中忠親が城主としてあり、その子・忠清が榎下城に移ったという。その後、松井田諏訪氏（松井田諏訪氏の当主としては長野憲業の庶弟である諏訪明尚の存在が知られる）が松井田西城に入っており、一方の諏訪城は永禄4年に武田信玄の攻撃を受けている。松井田西城と諏訪城のどちらかが現在の松井田城の前身とも考えられる。
諏訪氏の後は、再び安中氏が松井田を領したらしく、安中忠清の子・忠政が安中城を築城したが、その際に忠政は子・忠成を安中に置き、自身は松井田城を改修し居城としたという。安中氏の行動は武田信玄の西上州進出に対抗したものであり、この時本格的に整備されたと考えられる。
武田氏の時代
永禄7年（1564年）、松井田城は武田氏の攻勢で開城し、武田方のものとなった。子の安中忠成は早い時期に降伏したため安中城を安堵されるが、父の安中忠政は抵抗を続けたために降伏後に松井田城を没収された上に出家・隠居を余儀なくされた。松井田城は小山田虎満、小山田昌成父子に与えられた。その後、安中忠成は天正3年（1575年）5月の長篠の戦いにて、小山田昌成は天正10年（1582年）3月の高遠城の戦いにて戦死した。
織田氏の時代
同月、武田氏が滅亡すると後閑氏が後北条氏に通じ松井田城を占拠するが、すぐに織田信長方の滝川一益の軍に奪取された。松井田城は与力の津田秀政に与えられ、後閑城も秀政により落とされている。しかし、同年6月2日の本能寺の変で信長が死去し、6月18日、19日の神流川の戦いで滝川一益が後北条氏に破れ上州から伊勢に撤兵すると、滝川一益を追って北条氏直の軍勢が松井田城に入り、大道寺政繁が城代となった。
後北条氏の時代
後北条氏は天正壬午の乱において碓氷峠を超え東信州に進出するが、氏直と徳川家康との和睦により撤退し、碓氷峠が後北条領国の境界に確定した。そのため、政繁は松井田城を大改修している。現在残る遺構はこの改修後のものである。
天正17年（1589年）小田原征伐が起こると、豊臣秀吉の命で前田利家、上杉景勝、真田昌幸らを中心とする北国勢が松井田城を攻撃した。しかし数千の兵が籠る松井田城は3月20日の総攻撃でも落城せず、持久戦が行われることになった。この結果、約1ヵ月後の4月22日に城代大道寺政繁は降伏し、松井田城は豊臣側に明け渡され、廃城となった。
現在、大道寺政繁の居館跡には、政繁の菩提寺たる補陀寺が存在する。

## 歴代城主
- 安中忠政　　：　山内上杉氏の家臣
- 小山田虎満　：　武田氏の家臣
- 小山田昌成　：　虎満の子
- 後閑某　　　：　後北条氏に従属
- 津田秀政　　：　織田氏の家臣
- 大道寺政繁　：　後北条氏の家臣